# Los mosqueteros del Rey (película)
Los mosqueteros del Rey (título original: The Man in the Iron Mask) es una película estadounidense de aventura de 1998, dirigida por William Richert, que a su vez la escribió, está basada en la novela Vingt ans après (Veinte años después en castellano) de Alexandre Dumas, musicalizada por Jim Ervin y Jeffrey R. Gund, en la fotografía estuvo William D. Barber y los protagonistas son Edward Albert, Dana Barron y Timothy Bottoms, entre otros. El filme fue realizado por Invisible Studio y The Fastest Cheapest Best Film Corporation; se estrenó el 5 de febrero de 1998.

## Sinopsis
Los mosqueteros vuelven de la guerra en Marruecos para liberar a un enigmático prisionero con una máscara de hierro. Al parecer, es el hermano gemelo del rey tirano Luis XIV, al cual ellos quieren derrocar.